# (9172) Abhramu
(9172) Abhramu est un astéroïde Amor découvert le 29 juillet 1989 par Carolyn S. Shoemaker et Eugene M. Shoemaker à l'observatoire Palomar.

## Nom
Abhramu, la "tricoteuse de nuages", était une éléphante d'origine qui était ailée et surnaturelle, elle pouvait changer de forme à volonté, comme les nuages qui ressemblent à ses enfants. Selon la légende indienne, la tribu d'Abhramu a perdu ses ailes et sa magie par malchance.